# Jacob Wetzel
Pour les articles homonymes, voir Wetzel.
Jacob Wetzel, né le 26 décembre 1976 à Saskatoon (Canada) est un rameur canadien.
Il obtient la médaille d'or olympique en 2008 à Pékin en huit, après avoir obtenu la médaille d'argent en quatre sans barreur en 2004 à Athènes.